# Gymnoris superciliaris
Gymnoris superciliaris е вид птица от семейство Врабчови (Passeridae).

## Разпространение
Видът е разпространен в Ангола, Ботсвана, Бурунди, Габон, Замбия, Зимбабве, Република Конго, Демократична република Конго, Малави, Мозамбик, Намибия, Свазиленд, Танзания и Южна Африка.